# Église Saint-Pierre-et-Saint-Paul de Bussac
Pour les articles homonymes, voir Église Saint-Pierre-et-Saint-Paul.
L'église Saint-Pierre-et-Saint-Paul est une église catholique située à Bussac, en France.
Elle fait l'objet d'une protection au titre des monuments historiques.

## Localisation
L'église est située dans le département français de la Dordogne, dans le village de Bussac.

## Historique
Connue depuis le XIIe siècle, l'église a été fortifiée lors de la guerre de Cent Ans pour servir d'abri aux villageois.

## Protection
L'édifice est inscrit au titre des monuments historiques le 15 février 1974.

## Architecture
L'église est un rectangle orienté sud-ouest — nord-est. Au nord-est, le clocher carré massif surmonte le chœur terminé par un chevet plat, lui-même prolongé par le petit bâtiment de la sacristie.

## Galerie de photos

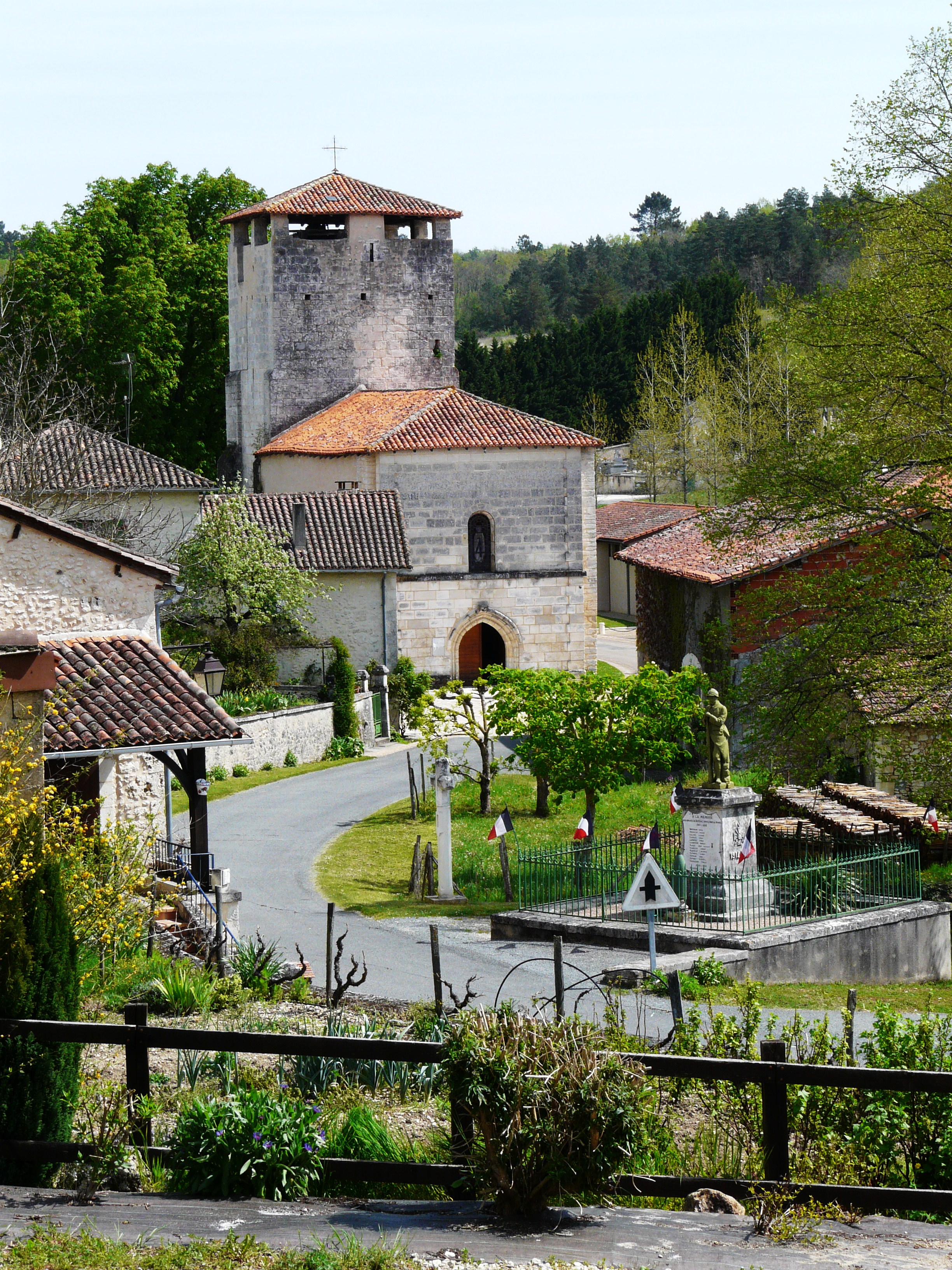
L'église dans le village de Bussac.
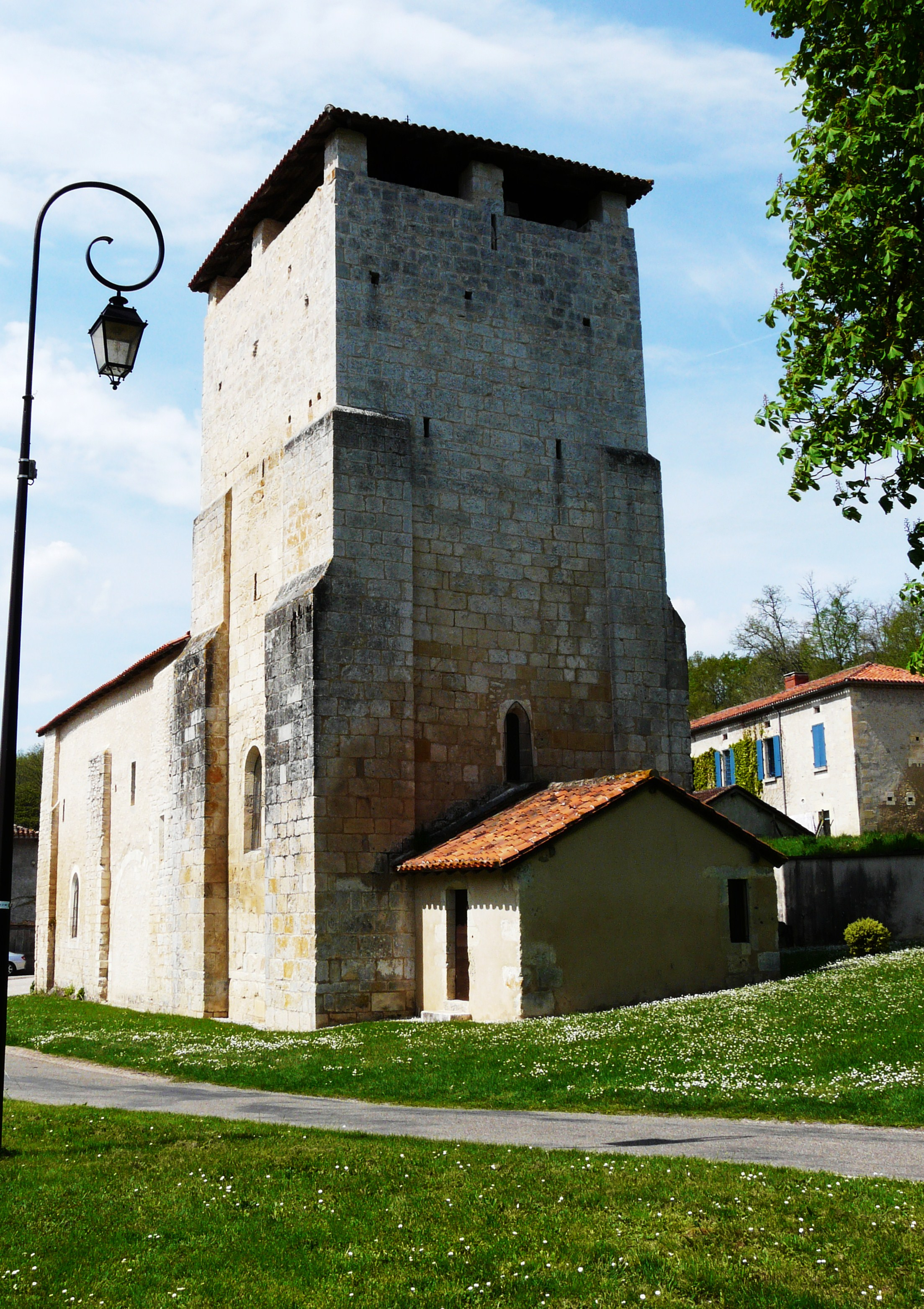
Le chevet de l'église.
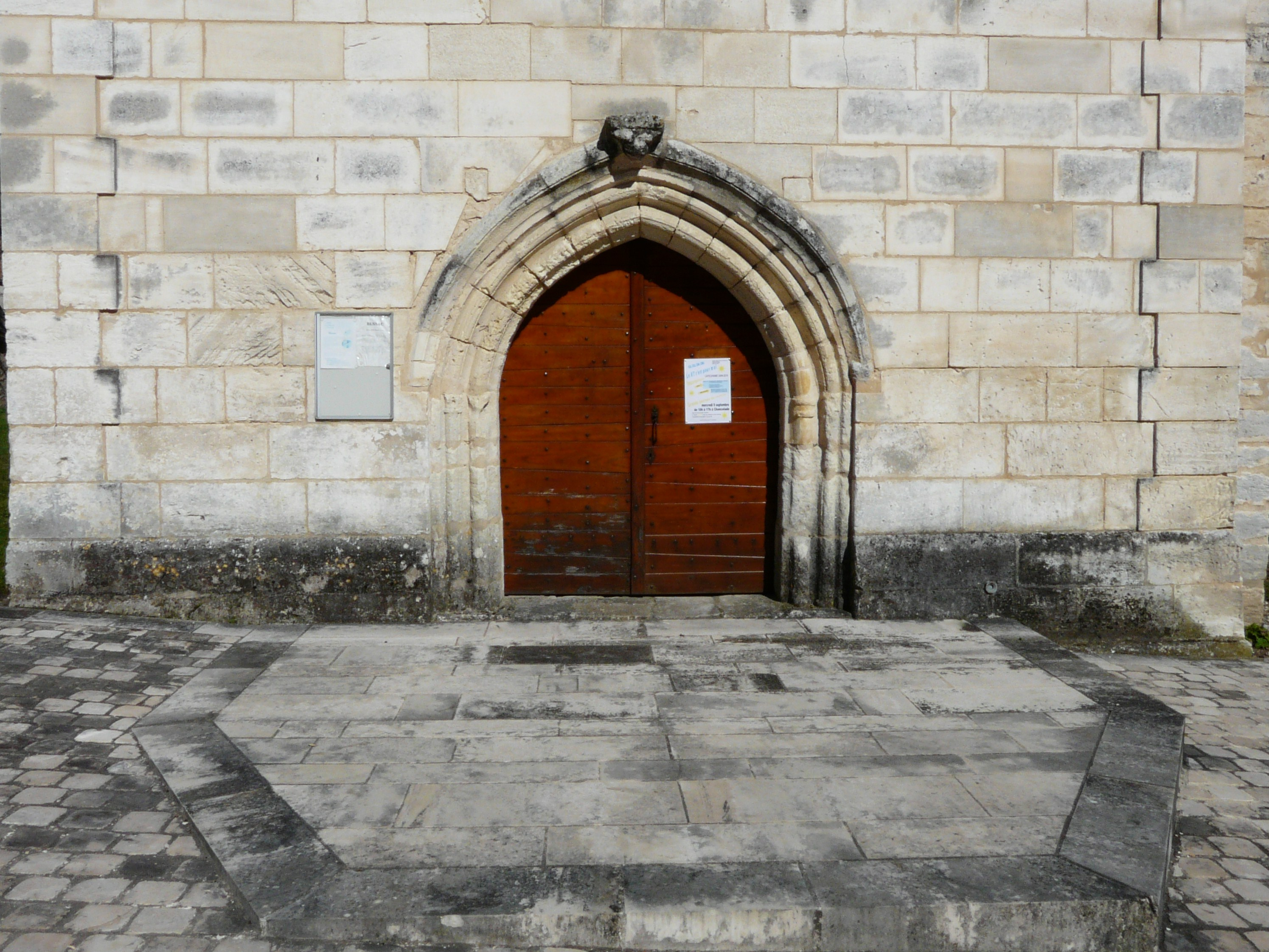
Le portail.
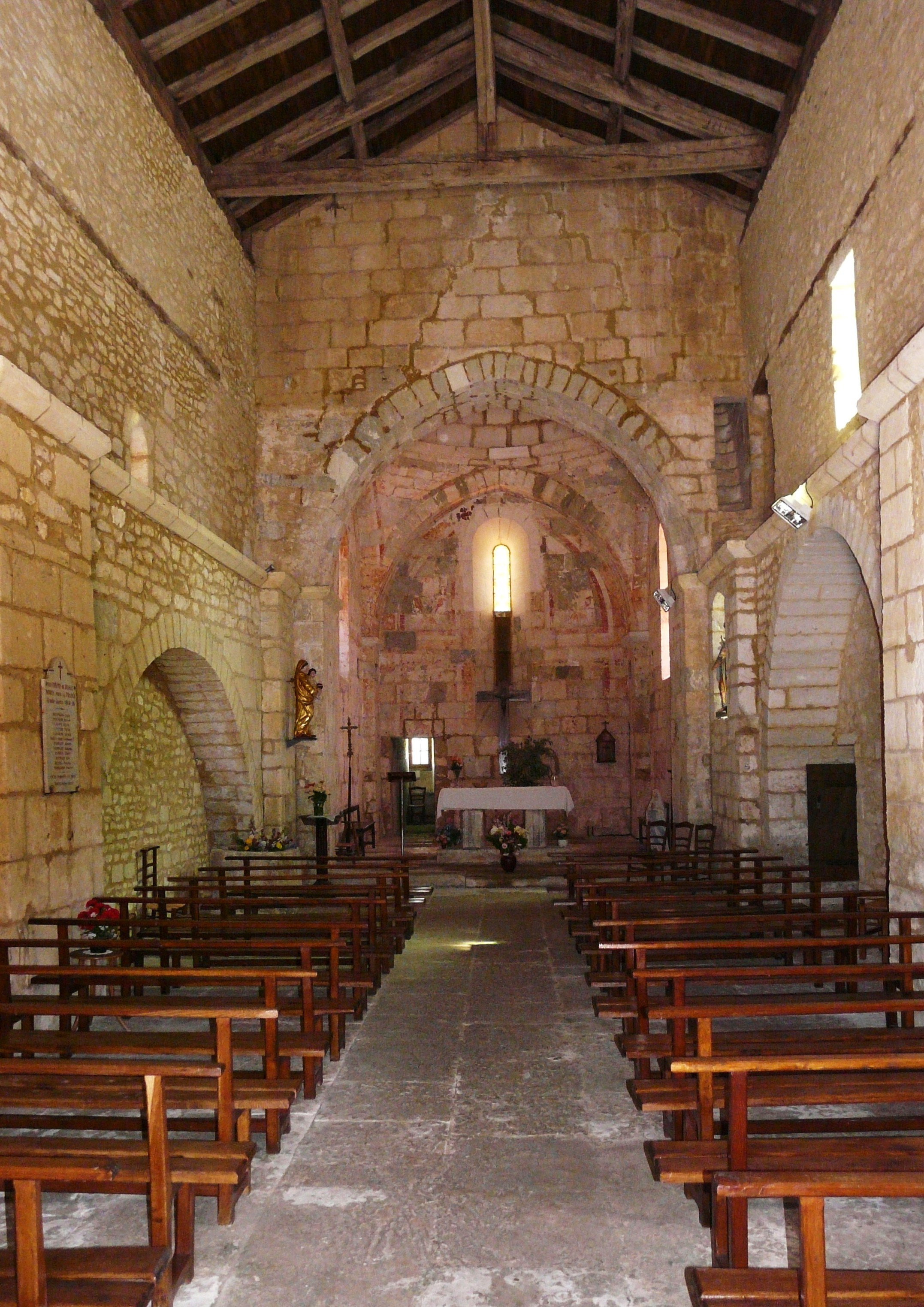
La nef et le chœur.
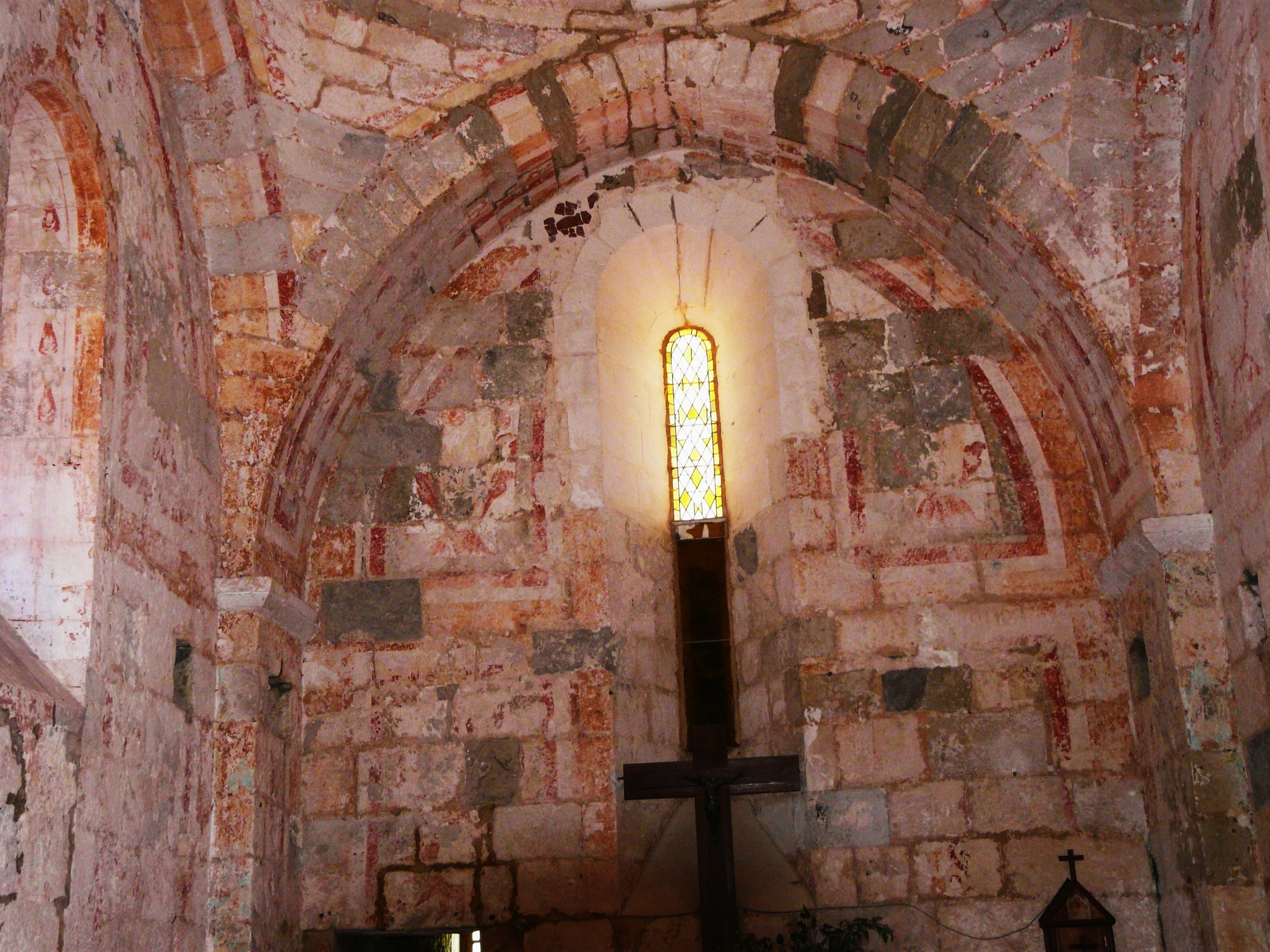
Peintures murales du chœur.